# 魔能
《魔能》是一款基于北欧神话的动作冒险游戏，由Arrowhead Game Studios开发，于2011年1月25日通过Steam释出Windows版。亦有提供免费的demo版下载。本游戏由瑞典謝萊夫特奧吕勒奥理工大学的八名学生开发，在销售的头17天即售出200,000份拷贝。

## 故事
在游戏中，四个巫师被赋予神圣的使命阻止黑暗男巫和他召唤的恶魔。游戏世界大体基于北欧神话，也从不少游戏中得到灵感，例如战锤、暗黑破坏神等。在游戏中也戲仿了不少作品，例如星际争霸、魔兽世界、无冬之夜、斯巴达三百勇士、巨蟒与圣杯等。

## 游戏方式
魔法对抗是一款45°角卡通风格3D游戏，支援单人游戏、至多4人游戏以及多人在线游戏，共包含13个章节。
与一般角色扮演游戏不同，本作没有角色等级、魔力值等概念。玩家需要收集魔法书以学习法术组合。通过不同的元素的组合，可以释放不同的魔法。

### 魔法与元素
游戏中有十種不同的元素，经组合可释放不同的魔法。
八種基本元素：
- 水
- 火
- 電
- 土
- 寒氣
- 護盾
- 奥术
- 生命

兩種組合元素：
- 水與火组合得到蒸汽
- 水與寒氣组合得到冰

## 扩展包
目前魔能已经发布了22个DLC扩展包：
- 越南救俘行动：Vietnam
- 巫师生存工具包：Wizard's Survival Kit
- 守望塔：The Watchtower
- 法袍包：Robe Bundle- Party Robes
- 稀有工具包：Peculiar Gadgets Item Pack
- 东洋之章：Nippon
- 反派之袍：Mega Villain Robes
- 孤岛巡游记：Lonely Island Cruise
- 恐怖物品道具包：Horror Props Item Pack
- 假日精神道具包：Holiday Spirit Item Pack
- 传家宝物品包：Heirlooms Item Pack
- 格里姆尼的实验室：Grimnirs Laboratory
- 游戏粉丝包：Gamer Bundle
- 冰封之湖：Frozen Lake
- 最后的前线：Final Frontier
- 地下城与恶魔：Dungeons and Daemons
- 沼泽之地：Marshlands
- 野心乐师之袍：Aspiring Musician Robes
- 死人国之塔：Tower of Nifheim
- 星火犹存：The Stars Are Left
- 硬币反面：The Other Side of the Coin
- 地下城与石像鬼：Dungeons and Gargoyles

## 奖项
该游戏的一个早期版本曾获得2008年度瑞典游戏奖（Swedish Game Awards）。